# Apiomorpha pomaphora
Apiomorpha pomaphora är en insektsart som beskrevs av Penny J. Gullan och Jones 1989. Apiomorpha pomaphora ingår i släktet Apiomorpha och familjen filtsköldlöss. Inga underarter finns listade i Catalogue of Life.